# Heteromysis xanthops
Heteromysis xanthops är en kräftdjursart som beskrevs av Ii 1964. Heteromysis xanthops ingår i släktet Heteromysis och familjen Mysidae. Inga underarter finns listade i Catalogue of Life.